# Microgastrura
Genre
Microgastrura est un genre de collemboles de la famille des Hypogastruridae.

## Liste des espèces
Selon Checklist of the Collembola of the World (version du 11 novembre 2019) :
- Microgastrura duodecimoculata Stach, 1922
- Microgastrura jamaicensis (Massoud & Bellinger, 1963)
- Microgastrura massoudi Deharveng & Najt, 1988
- Microgastrura minutissima (Mills, 1934)
- Microgastrura nanacatlica Vàzquez & Palacios-Vargas, 1997
- Microgastrura sensiliata Jordana, 1981
- Microgastrura sofiae Vàzquez & Palacios-Vargas, 1997

## Publication originale
- Stach, 1922 : Explorationes zoologicae ab E. Csiki in Albania peractae. IX. Collembola. Magyar Tudományos Akadémia Bálkan-kutatásainak tudományos eredmnéyei, vol. 1, p. 109-139.